# كورابوت
كورابوت هي بلدة وبلدية تقع في منطقة كورابوت بولاية أوديشا،الهند.